# Marian Wright Edelman

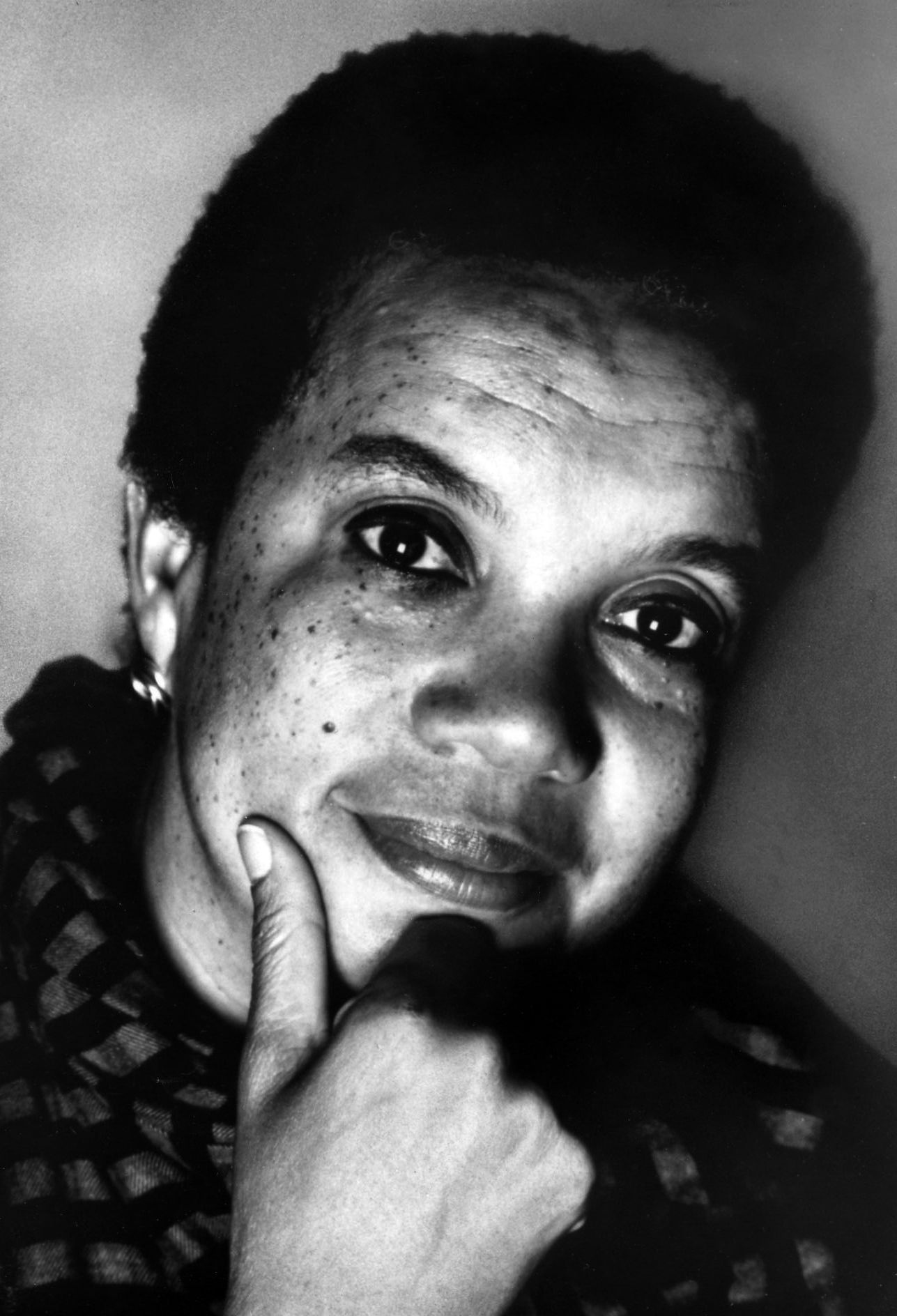
Marian Wright Edelman (1994)

Marian Wright Edelman (* 6. Juni 1939 in Bennettsville, South Carolina) ist eine amerikanische Aktivistin für Kinderrechte und Kinderschutz, die als Gründerin und Vorsitzende der Stiftung Children’s Defense Fund mit der Presidential Medal of Freedom ausgezeichnet wurde.

## Leben
Die Tochter eines Baptistenpredigers studierte nach dem Schulbesuch am Spelman College, einem College für afroamerikanische Mädchen in Atlanta, und schloss dieses 1960 mit einem Bachelor of Arts ab. Bereits während ihres Studiums am Spelman College engagierte sie sich durch die Förderung ihres Professors Howard Zinn und war später von 1961 bis 1963 Mitglied im Exekutivkomitee des Student Nonviolent Coordinating Committee. Ein postgraduales Studium der Rechtswissenschaften an der Law School der Yale University beendete sie 1963 mit einem Bachelor of Laws (LL.B.) und war nach der anwaltlichen Zulassung als Rechtsanwältin tätig. 1968 heiratete sie den Bürgerrechtsanwalt Peter Edelman, mit dem sie drei Söhne hat. Der jüngste Sohn Ezra Edelman, ist Oscarpreisträger.
1973 gründete sie Children’s Defense Fund, eine Stiftung, die sich für Kinderrechte und Kinderschutz in den USA einsetzt, und ist seither deren Präsidentin. Im Laufe der folgenden Jahrzehnte engagierte sie sich in zahlreichen anderen Organisationen und war nicht nur Mitglied des Board of Directors der Robin Hood Foundation und der gemeinnützigen Denkfabrik Center on Budget and Policy Priorities (CBPP), sondern auch Anwältin der National Association for the Advancement of Colored People (NAACP).
Edelman, die auch Direktorin der politischen Organisation Americans for Democratic Action (ADA) war, unterstützte auch die demokratischen Präsidentschaftsbewerber Carol Moseley Braun und John Kerry.
1985 erhielt sie ein auf fünf Jahre angelegtes und mit 500.000 US-Dollar dotiertes Stipendium (Fellowship) der John D. und Catherine T. MacArthur Foundation. Für ihr langjähriges Engagement für Kinderrechte und im Kinderschutz wurde sie mehrfach ausgezeichnet und erhielt nicht nur 1988 den Albert-Schweitzer-Preis für Humanitarismus, sondern 1990 auch den Thomas Merton Award. 1991 wurde sie in die American Academy of Arts and Sciences und 1994 in die American Philosophical Society gewählt. Daneben wurde sie mit dem Silver Buffalo Award der Boy Scouts of America, 1993 mit dem Windstar Award und 1996 mit dem Heinz Award ausgezeichnet, ehe sie 2000 die Presidential Medal of Freedom erhielt, neben der gleichrangigen Congressional Gold Medal eine der beiden höchsten zivilen Auszeichnungen der USA. Im Jahre 2000 wurde sie außerdem mit der erstmals vergebenen Auszeichnung einer „Lebenden Legende“ (Living Legend) der Library of Congress geehrt.

## Veröffentlichungen
- The Measure of Our Success: A Letter to My Children & Yours (1992)
- Lanterns: A Memoir of Mentors (1999, Memoiren)